# Ростовцев, Николай Яковлевич
Граф (с 23.04.1861) Николай Яковлевич Ростовцев (1831, Санкт-Петербург — 1897, Самарканд) — генерал-лейтенант, Самаркандский губернатор.

## Биография
Происходил из дворянского рода Ростовцевых. Родился 28 января (9 февраля) 1831 года в Санкт-Петербурге в семье будущего реформатора Якова Ивановича Ростовцева.
Воспитывался в Пажеском корпусе, откуда был выпущен 13 июня 1848 года корнетом в лейб-гвардии Кирасирский полк. Сразу принял участие в Венгерской кампании; с 06 декабря 1849 года — поручик. В 1852 году поступил в академию Генерального штаба. Окончил обучение по 1-му разряду и 29 мая 1854 года за отличные успехи в академии был произведён в ротмистры.
Участвовал в Крымской войне. На бастионах Севастополя познакомился с поручиком графом Л. Н. Толстым, который позднее отзывался о нём как об одном из самых блестящих русских офицеров. В 1855 году был награждён: золотой полусаблей и орденом Св. Анны 3-й степени с мечами «за храбрость и мужество при обороне Севастополя»; 27 марта переведён в Генеральный штаб подполковником; затем снова был направлен в Крым, где возглавил военную разведку и контрразведку; 26 августа 1856 года был произведён в полковники и в 1857 году пожалован во флигель-адъютанты императора Александра II.
В память о заслугах покойного отца, готовившего манифест об освобождении крестьян, по случаю обнародования манифеста, Николай Яковлевич и его брат Михаил были возведены 23 апреля 1861 года в потомственное графское Российской империи достоинство. Спустя года, 5 июня 1862 года по указу императора был отстранён от двора и 22 июня отправлен в отставку за то, что вместе с братом Михаилом поехал в Англию, где состоялась встреча с А. Герценом. Эта встреча произошла, как объяснили братья, по просьбе покойного отца с целью довести революционно настроенной эмигрировавшей интеллигенции, что вся жизнь Якова Ивановича Ростовцева стала подтверждением того, что серьёзные преобразования в государственном масштабе можно гораздо успешнее проводить путём обдуманных реформ, а не в кровавом революционном порыве, результат которого весьма сомнителен. Тем не менее, Александр II, получив уведомление о связи братьев Ростовцевых с революционной эмиграцией, отправил в отставку обоих своих флигель-адъютантов «…с повелением считать уволенным по прошению и с мундиром», отдавая дань уважения заслугам людей, носящих фамилию Ростовцев.
В период опалы, основным местом жительства Н. Я. Ростовцева стала Псковская губерния, где он был председателем Порховской земской управы, а затем почётным мировым судьёй Порховского и Псковского округов. Кроме этого, он занимался вопросами развития местного производства в своем имении Студенец.
По ходатайству великого князя Константина Николаевича граф Н. Я. Ростовцев был привлечён в 1867 году к сопровождению его сына, великого князя Николая Константиновича, в поездках по казахским степям. Основной целью экспедиции являлся выбор маршрута для строительства железной дороги от Оренбурга до Ташкента и изучение окраин Российской империи. Когда в апреле 1874 года Николай Константинович был заподозрен в краже фамильных бриллиантов (хотя он и отрицал свою причастность к этому позору, но вердикт августейшего семейства был однозначен: признать его безумным и принудить постоянно находиться под наблюдением и подальше от столицы), Николай Яковлевич Ростовцев, с 8 марта 1877 по 1880 год был назначен главным распорядителем при Великом князе Николае Константиновиче. Ростовцев был человек в высшей степени порядочный, умный, образованный, требовательный; он отлично знал великого князя по совместным экспедициям и не очень верил ни в его безумство, ни в его воровство.
С 11 января 1881 года он состоял «по роду оружия без должности»; 30 августа 1882 года был произведён в генерал-майоры; с 4 января 1883 года — начальник штаба 8-го армейского корпуса; 19 марта 1890 года был назначен начальником 4-й стрелковой бригады.
С 29 января 1891 года Ростовцев был назначен военным губернатором Самаркандской области. В выборе кандидатуры на эту должность, скорее всего, сыграл тот факт, что для опального великого князя Николая Константиновича Самарканд был выбран как место постоянного проживания и граф Ростовцев будет продолжать опеку над своим августейшим подопечным.
На должности губернатора проявились огромные организаторские способности и талант руководителя Ростовцева. К наиболее существенным заслугам графа в этот период можно отнести произведенную впервые перепись населения, введение нумерации домов. В Самарканде начала издаваться первая и единственная в крае газета «Окраина», появился первый книжный магазин, заработала новая типография, открылась библиотека. С 1893 года в Самарканд появилось электрическое освещение и впервые в Средней Азии стали строиться дороги с твердым покрытием. В этом же году была открыта первая на Востоке санитарно-гигиеническая станция, признанная одной из лучших в России. По инициативе губернатора в крае была организована такая отрасль, как пчеловодство. Большая работа была проделана по изучению и сохранению культурно-исторического наследия Средний Азии. На эти цели губернатору Ростовцеву удалось добиться необходимого финансирования археологических раскопок из столицы, привлечение большой группы учёных востоковедов, в том числе и из Академии наук. Огромный вклад внёс Ростовцев в дело строительства железной дороги от Самарканда до Ташкента. За эту заслугу одна из станций была названа его именем (в советский период переименованную в Красногвардейская, затем Булунгур). По оценке многих исследователей граф Николай Яковлевич Ростовцев считается одним из самых успешных губернаторов всех времен.
В 1892 году, 30 августа, он был произведён в генерал-лейтенанты. С 25 января 1897 года должность Ростовцева переименована — военный губернатор и командующий резервными и местными войсками Самаркандской области.
Умер 23 июля (4 августа) 1897 года от гангрены правой ноги в созданной им санитарно-гигиенической станции. 25 июля 1897 года его похоронили на старом русском кладбище Самарканда в соответствии с его завещанием. Могила существовала до второй половины XX века, затем была уничтожена. Одна из улиц Самарканда получила его имя (затем переименована в улицу Нариманова).
Н. Я. Ростовцев был основателем и первым председателем (1889—1890) Крымско-Кавказского горного клуба.

## Награды
российские:
- Золотое оружие «За храбрость» (1855)
- орден Св. Анны 3-й ст. с мечами (1855)
- орден Св. Владимира 3-й ст. (1883)
- орден Св. Станислава 1-й ст. (1886)
- орден Св. Анны 1-й ст. (1889)
- орден Св. Владимира 2-й ст. (1895)

иностранные:
- орден бухарской золотой звезды 1-й ст. (1891)
- орден Восходящей звезды Бухары с бриллиантами (1894)

## Семья
Женился во время своей поездки в Англию, в Лондоне 29 марта 1861 года, на художнице Марии Васильевне Бриджман (15.03.1838 — до 1896), дочери английского доктора. Их дети:
- Вера (1862—1867)
- Евгения (1863—1867)
- близнецы Яков (03.09.1868— 24.01.1931); действительный статский советник) и Александра (03.09.1868 — март 1916; в замужестве Новикова)
- Михаил (19.12.1869—11.01.1913[3]), гвардии капитан.